# Мики, Фанни
Фанни Мики (исп. Fanny Mikey, 1929 или 1930 — 16 августа 2008) — колумбийская актриса и театральная постановщица, уроженка Аргентины. С 1959 года и до своей смерти она жила в Колумбии, где была создателем и организатором Боготийского театрального фестиваля, одного из крупнейших театральных фестивалей в мире.

## Фильмография
- Bolívar soy yo (2002) — Телевизионный продюсер
- Илона приходит с дождем (1996) — Мухерука